# Cobham plc
Die Cobham plc ist ein seit 1934 existierendes britisches Unternehmen im Bereich der Luft-, Raumfahrt- und Rüstungstechnologie. Die Aktien werden an der Londoner Börse gehandelt und sind im FTSE 250 Index gelistet.

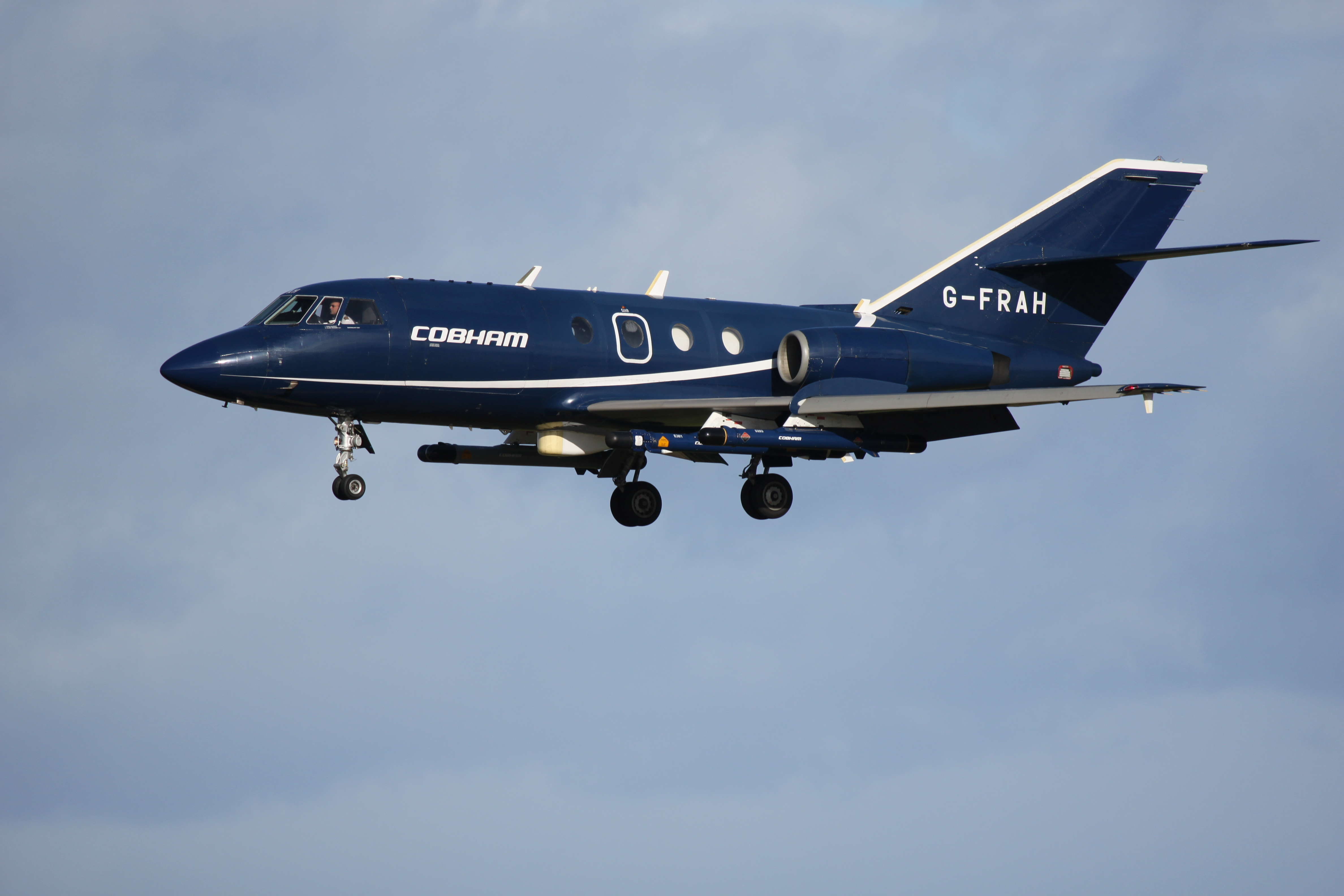
Eine Cobham Falcon beim Landeanflug

## Geschichte
Die Anfänge hatte das Unternehmen im von Alan Cobham 1934 gegründeten Unternehmen Flight Refuelling und entwickelte erste Luftbetankungssysteme. Im Rahmen der Berliner Luftbrücke 1948 wurde die Firma als erstes Privatunternehmen strategischer Partner der Royal Air Force. Durch Zukäufe und Beteiligungen wuchs die Firma ab 1960 zu einem bedeutenden Unternehmen im Bereich der Luftfahrt- und Rüstungsindustrie. Das von Cobham plc entwickelte Luftbetankungssystem wurde während des Falklandkriegs 1982 erfolgreich eingesetzt (Operation Black Buck).

## Unternehmensstruktur
Das Unternehmen ist in drei Hauptbereiche gegliedert: Missionssysteme, Verteidigung, sowie Luftfahrt/Überwachung/Sicherheit. Der Bereich Missionssysteme umfasst neben den Luftbetankungssystemen auch ferngesteuerte Fahrzeuge zur Bombenentschärfung, Sauerstoff- und Überlebenssysteme in Flugzeugen und der Raumfahrt. Im Bereich Verteidigung stehen Produkte und Entwicklungen zur elektronischen Kriegsführung, Radartechnologie und Kommunikationssysteme im Vordergrund, während der Bereich Luftfahrt/Überwachung Elektronikkomponenten für die zivile und militärische Luft- und Raumfahrt sowie die Marine herstellt.
Das Tochterunternehmen Cobham Aviation Services Ltd. betreibt in Australien eine Fluggesellschaft und bietet Charterservices im Bereich der allgemeinen Luftfahrt sowie Flugtrainings für militärische Helikopterpiloten der Royal Air Force, der Royal Navy und der britischen Armee an.
Cobham Aviation wurde im Mai 2020 von Qantas Airways übernommen.
Der Verkauf an eine US-amerikanische Private-Equity-Gesellschaft für 4 Mrd. britische Pfund war zunächst aus Gründen der nationalen Sicherheit umstritten, wurde aber im Dezember 2019 von der britischen Regierung genehmigt.